# Extensão em Miranda do Douro
A Extensão em Miranda do Douro da Universidade de Trás-os-Montes e Alto Douro ou UTAD começou a funcionar no ano lectivo de 1998/1999, com as licenciaturas em Trabalho Social e Antropologia Aplicada ao Desenvolvimento.
Apesar de ter chegado a ter 300 alunos, e de serem projetados a frequentação de 500, a extensão acabou por fechar em 2009, quando contava com apenas 50 alunos.